# Caltojar
Caltojar – gmina w Hiszpanii, w prowincji Soria, w Kastylii i León, o powierzchni 84,36 km². W 2011 roku gmina liczyła 77 mieszkańców.